# Rodolfo Acosta (Schauspieler)
Rodolfo Acosta, eigentlich Rodolfo Acosta Pérez (* 29. Juli 1920 in Chihuahua; † 7. November 1974 in Woodland Hills, Los Angeles) war ein mexikanischer Schauspieler.

## Karriere
Acosta arbeitete zunächst in Mexiko als Schauspieler für Film- und Theaterstücke, bevor John Ford ihn 1947 für den in Mexiko gedrehten Film Befehl des Gewissens engagierte. Amerikanische Produzenten engagierten Acosta aufgrund seines dunklen Teints oftmals für Rollen in Western, in denen er Campesinos oder Indios darstellen sollte. Acosta spielte so in einer langen Reihe von Filmen Nebenrollen, bevor er in seinem letzten Film Blutige Verschwörung in der Hauptrolle einen Sheriff verkörperte.

## Filmografie (Auswahl)
- 1947: Befehl des Gewissens (The Fugitive)
- 1948: Rosenda
- 1949: Felipe de Jesús
- 1950: One Way Street
- 1951: Bullfighter and the Lady
- 1952: Unter falscher Flagge (Yankee Buccaneer)
- 1952: Fluch der Verlorenen (Horizons West)
- 1953: Durch die gelbe Hölle (Destination Gobi)
- 1953: Treffpunkt Honduras (Appointment in Honduras)
- 1953: Man nennt mich Hondo (Hondo)
- 1953: Der Cowboy von San Antone (San Antone)
- 1954: Das unsichtbare Netz (Night People)
- 1955: Der kleine Rebell (The Littlest Outlaw)
- 1956: Bandido (Bandido)
- 1957: Fluch der Gewalt (Trooper Hook)
- 1957: The Tijuana Story
- 1958: Schieß zurück, Cowboy (From Hell to Texas)
- 1960: Flammender Stern (Flaming Star)
- 1961: Der Besessene (One-Eyed Jacks)
- 1961: Die gnadenlosen Vier (Posse from Hell)
- 1962: Das war der Wilde Westen (How the West Was Won)
- 1964–1970: Bonanza (Fernsehserie)
- 1965: Die größte Geschichte aller Zeiten (The Greatest Story Ever Told)
- 1965: Die vier Söhne der Katie Elder (The Sons of Katie Elder)
- 1966: Die Rückkehr der glorreichen Sieben (Return of the Seven)
- 1967–1969: High Chaparral (The High Chaparral) (Fernsehserie)
- 1968: Dayton’s Devils
- 1970: Die große weiße Hoffnung (The Great White Hope)
- 1970: Der Indianer (Flap)
- 1971: Blutige Verschwörung (Blood Legacy)